# Бжешчкокуявско войводство
Бжешчкокуявското войводство (на полски: Województwo brzeskokujawskie, на латински: Palatinatus Brestensis) е административно-териториална единица в състава на Полското кралство и Жечпосполита. Административен център е град Бжешч Куявски.
Войводството обхваща земи от историко-географската област Куявия. Организирано е преди 1413 година. Административно е разделено на пет повята – Бжешчки, Ковалски, Крушвишки, Пшедечки и Раджейовски. В Сейма на Жечпосполита е представено от шестима сенатори и двама депутати.
При първата подялба на Жечпосполита (1772) западната част на войводството е анексирана от Кралство Прусия, а при втората подялба (1793) и останалата му територия е присъединена към пруската държава.